# Aminata Boureima Takoubakoyé
Aminata Takoubakoyé Takoubakoyé (tên khai sinh Aminata Takoubakoyé Soumana, sinh vào ngày 23 tháng 9 năm 1979 tại Niamey, Nigeria) là một nhà kinh tế và chính trị gia người Nigeria. Từ tháng 2 năm 2010 đến tháng 4 năm 2011, Takoubakoyé đứng đầu Bộ Truyền thông và Công nghệ Thông tin và Văn hóa trong Chính phủ chuyển tiếp của Quân đội Junta thuộc Hội đồng Tối cao về Phục hồi Dân chủ.

## Nghề nghiệp
Khi trở về Nigeria sau khi học tại Rabat, Ma-rốc, Aminata Takoubakoyé đã đảm nhận vị trí chuyên gia của Cục Doanh thu Trung ương Quốc gia tại Viện Thống kê Quốc gia Nigeria. Từ tháng 4 năm 2004 đến tháng 9 năm 2009, bà là Cán bộ Thông tin và Đánh giá tại Ban Thư ký Thường trực của Kế hoạch Chiến lược Giảm nghèo (Secrétariat Permanent de la Stratégie de Réduction de la Pauvreté). Sau đó, từ tháng 9 năm 2009 đến tháng 3 năm 2010, Takoubakoyé là điều phối viên tại Đài quan sát quốc gia về nghèo đói (Observatoire National de la Pauvreté). Vào tháng 3 năm 2010, Tướng Salou Djibo, Tổng Tư lệnh Quân đội Nigeria, đã bổ nhiệm bà vào Chính phủ Chuyển tiếp và giao cho bà các vai trò trong Bộ Truyền thông, Công nghệ Thông tin và Văn hóa Mới. Bà giữ các chức vụ này cho đến tháng 4 năm 2011 